# OnlyOffice
OnlyOffice (anteriormente TeamLab), estilizado como ONLYOFFICE, é uma suíte de escritório de código aberto desenvolvida pela Ascensio System SIA, uma empresa com sede em Riga, Letônia. A solução apresenta editores de documentos on-line de alto desempenho e plataforma para gerenciamento de documentos, comunicação corporativa, e-mail e  gerenciamento de projetos.
O OnlyOffice é entregue como uma solução SaaS ou como uma instalação para implantação em uma rede privada.

## Histórico
O OnlyOffice começou em dezembro de 2009 com uma plataforma de colaboração simples que englobava várias funcionalidades computacionais sociais (blog, fórum, wiki, marcadores). Desde então o produto tem sido aprimorado para ir ao encontro das demandas crescentes das empresas sobre funcionalidades de gestão de projetos. Em julho de 2010 a Ascencio System lançou dois novos módulos em adição a Comunidade: Projetos (cuja meta é simplificar a gestão de projeto) e Bate-papo (mensagens instantâneas corporativas).
Em março de 2011 a empresa lançou uma nova versão 3.0 melhorada, que inclui um quarto módulo – Documentos (designado para armazenamento, compartilhamento, edição de arquivos diretamente no portal).

## Edições internacionais
Aqui estão as versões internacionais do OnlyOffice para vários países:
- Documentação colaborativa on-line, a rede nacional de pesquisa e educação da CloudStor Austrália, AARNet, é baseada no pacote de escritório OnlyOffice. CloudStor foi descontinuado pela AARNet em dezembro de 2023.

- Na República Tcheca,  OnlyOffice é vendido como parte da solução IceWarp, a alternativa tcheca ao M365 ou  GSuite.

- A integração entre o pacote OnlyOffice e o Jalios JPlatform (França) permite aos usuários criar e co-autor documentos de texto, planilhas e apresentações online dentro da  plataforma Jalios.

- CryptPad (França), um pacote de escritório para editor de documentos, criptografia de apresentações e planilhas, tem integração OnlyOffice.

- OnlyOffice é usado pela Bycs (BayernCloud Schule), uma plataforma digital de suporte para a  vida escolar cotidiana originada na Baviera, Alemanha.

- A Teppi Technology, uma desenvolvedora japonesa de sistemas de busca e compartilhamento  de arquivos, integrou o OnlyOffice em seu mecanismo de busca empresarial FileBlog.

- O editor de documentos, planilhas e apresentações do OnlyOffice é vendido na Rússia como R7-Office.

- A Infomaniak (Suíça) integrou o OnlyOffice em seu conjunto de marca kDrive  para fornecer aos usuários recursos de edição de documentos do Office.

- PDFFiller (EUA), que fornece um editor de PDF básico para documentos ONLYOFFICE.

## Propriedade
A Ascensio System SIA, proprietária do ONLYOFFICE, com sede na Letônia, era uma subsidiária da New Communication Technologies, com sede na Rússia. As organizações europeias que utilizam versões comerciais do OnlyOffice estão proibidas de o fazer devido às sanções econômicas da UE contra a Rússia.
Em agosto de 2023, o OnlyOffice anunciou uma reestruturação da sua organização.A Ascensio Systems SIA será 100% detida pela Ascensio Systems Ltd, com sede no Reino Unido, que por sua vez será 100% detida pela OnlyOffice Capital Group Pte. Ltd, a Singapura holding. A razão para registar a holding foi a necessidade de incorporar todas as sucursais existentes sob a marca OnlyOffice. Os beneficiários do OnlyOffice Capital Group Pte. Ltd. estão inscritos no registo das empresas de Singapura por ACRA.

## OnlyOffice Docs
OnlyOffice possui um pacote de edição online chamado OnlyOffice Docs que inclui: 
- Editor de documentos (ferramentas de estilo e formatação, objetos, índice, marcadores, comparação de documentos, mesclagem, etc.).
- Editor de planilhas (mais de 400 funções e fórmulas, modelos de tabelas, intervalos nomeados, gráficos, equações, tabelas dinâmicas, formatação condicional, macros, etc.).
- Editor de apresentações (ferramentas de formatação, objetos, opções de estilo, transições, animações, modo apresentador).
- Editor de PDF (anotações de texto, comentários e desenhos à mão livre, incluindo destaque, sublinhado e tachado).
- Criador e preenchimento de formulários (múltiplos campos preenchíveis, propriedades avançadas de campos, exportação para PDF).

O editor permite colaborar usando dois modos de colaboração: tempo real e bloco de parágrafo. As ferramentas de comunicação incluem  plug-ins Comment, Chat, Zoom, Jitsi e Rainbow para chamadas de voz e vídeo. O editor também fornece histórico de revisões e recursos de rastreamento de alterações.
Na CeBIT 2012 em Hannover, foi apresentada uma versão beta do Teamlab Document Editor, o antecessor do OnlyOffice Docs.Este produto foi construído usando Canvas, uma parte do HTML5 que permite a renderização dinâmica e programática de formas 2D e imagens bitmap.
Os principais formatos  usados no Office Docs são OOXML (DOCX, XLSX, PPTX), DOCXF e OFORM.Outros tipos de formatos suportados (ODT, DOC, RTF, EPUB, MHT, HTML, HTM, ODS, XLS, CSV, ODP, PPT, DOTX, XLTX, POTX, OTT, OTS, OTP, XML, XPS, DjVu e PDF- A) são processados com conversão interna para DOCX, XLSX ou PPTX se a edição for possível.
A funcionalidade da suíte pode ser estendida usando plugins (aplicativos paralelos).Os usuários podem escolher em uma lista  de plug-ins existentes ou criar seus próprios aplicativos usando a API fornecida. OnlyOffice Docs também suporta integração via WOPI.

## ONLYOFFICE Docspace
OnlyOffice DocSpace é a plataforma de colaboração em nuvem do OnlyOffice que combina um editor online e um ambiente de compartilhamento  em um único espaço.
Você pode criar diferentes tipos de quartos. 
- Os Espaços de colaboração dão aos usuários  acesso a todas as ferramentas de edição do editor e acesso total a todo o conteúdo.
- Em Salas públicas, é possível convidar os utilizadores através de ligações externas para lhes permitir visualizar ficheiros sem registo, bem como incorporar o conteúdo da sala em interfaces web.
- Nas Salas personalizadas, as seguintes funções podem ser concedidas: gerente de sala, usuário avançado, visualizador, editor, comentarista, revisor e preenchimento de formulários, com o nível correspondente de acesso aos arquivos na sala.

Além de vários níveis de acesso, os administradores do DocSpace podem controlar o processo de login e personalizar as configurações de segurança para  evitar vazamentos de dados, incluindo opções como 2FA e Single Sign-On, domínios de correio confiáveis e duração da sessão, restrições de IP e muito mais.
OnlyOffice DocSpace fornece aos usuários plug-ins de sistema que, após a ativação, permitem recursos adicionais, como  conversão de arquivos em PDF, conversão de áudio e vídeo em fala para texto e criação de diagramas draw.io. Você também pode criar e adicionar seus próprios plug-ins.
Os administradores podem integrar o DocSpace com serviços de terceiros, como Box, Dropbox, OneDrive, Amazon AWS S3, Google Cloud Storage e muito mais. Por favor, mantenha uma cópia de backup. Google, Facebook, LinkedIn – Faça login rapidamente no DocSpace.
OnlyOffice DocSpace é um software baseado em nuvem disponível como solução SaaS e  local.

## OnlyOffice Workspace
A interface do OnlyOffice está dividida em vários módulos: Documentos, CRM, Projetos, Email, Comunidade, calendário e chat. Eles são combinados em um pacote chamado ONLYOFFICE Groups que, juntamente com o ONLYOFFICE Docs, faz parte do ONLYOFFICE Workspace.
O módulo Documentos é um sistema de gestão e partilha de documentos para arquivos do OnlyOffice. O leitor de áudio e vídeo integrado permite reproduzir multimédia a partir de arquivos armazenados no OnlyOffice.
O módulo projetos é desenvolvido para a gestão das fases do projeto: planeamento, gestão de equipas e delegação de Tarefas, monitorização e elaboração de relatórios. Este módulo também inclui Gráficos de Gantt para ilustrar as fases dos projectos e as dependências entre as tarefas.
O módulo CRM permite manter o cliente bases de dados, transações e vendas potenciais, tarefas, histórico de relacionamento com o cliente. Este módulo também fornece relatórios de faturamento e vendas on-line.
O módulo email combina um servidor de emails para a criação de caixas de correio de domínio próprio e um agregador de correio para a gestão centralizada de várias caixas de correio.
O módulo Calendário permite o planeamento e acompanhamento de eventos pessoais e corporativos, prazos de tarefas em Projetos e CRM, envio e receção de convites para eventos.
O módulo comunidade oferece recursos de redes sociais corporativas: enquetes, blogs e fóruns corporativos, notícias, pedidos e anúncios, e um mensageiro.

## Tecnologia
O ONLYOFFICE Docs (servidor de documentos) mantém documento de texto, folha de cálculo, apresentação, PDF e Editores de formulários, e é tecnologicamente baseado em HTML5 Canvas, JavaScript SDK e Node.js para scripts do lado do servidor.
O ONLYOFFICE DocSpace é baseado no .NET Core e a versão mais recente do .NET para o lado do servidor, e React para o lado do cliente. Outros componentes tecnológicos para o back-end incluem o extraterritorial#, MySQL, Kafka, ElasticSearch; para o front-end — ES6, CSS/SASS, Mobx, Styled-Components, i18next, Webpack 4/5.
O espaço de trabalho do OnlyOffice compreende o servidor de Documentos, o servidor da Comunidade e o servidor de correio. O servidor da Comunidade está escrito em ASP.NET para Janelas e em Mono Para Linux e distribuições. O servidor de correio é baseado no Pacote iRedMail, que consiste em Postfix, Pombal, Spamassassina, ClamAV, OpenDKIM, Fail2ban.
ONLYOFFICE Desktop é a versão offline do pacote de edição OnlyOffice. O aplicativo de desktop suporta edição colaborativa  quando conectado ao Portal, Nextcloud, ownCloud, kDrive, Seafile ou Liferay. Está disponível gratuitamente para uso pessoal e comercial.O editor de desktop é multiplataforma  para Windows XP e posterior (x86 e x64), distribuições Linux baseadas em Debian, Ubuntu e RPM e macOS 10.10 e posterior (incluindo computadores desenvolvidos com Apple). 
Além  da versão plataforma,  também existe uma opção mobile. OnlyOffice Desktop Editor pode ser instalado no Linux como pacotes Flatpak, snap e AppImage.O editor é compatível com os formatos MS Office (OOXML) e OpenDocument (ODF)  e suporta DOC, DOCX, ODT, RTF, TXT, PDF, HTML, EPUB, XPS, DjVu, XLS, XLSX, ODS, ↵CSV, PPT, PPTX, ODP, DOTX, XLTX, POTX, OTT, OTS, OTP e PDF-A.
Como qualquer pacote de edição online, o conjunto de ferramentas padrão do OnlyOffice Desktop pode ser atualizado usando plug-ins.O editor desktop é distribuído sob a licença AGPL-3.0 apenas para uso pessoal e comercial.OnlyOffice Editor também está disponível como aplicativo móvel para iOS e Android. 
O nome do aplicativo é Documentos ONLYOFFICE.No início de 2019,  OnlyOffice anunciou  uma versão prévia para desenvolvedores para criptografia de documentos ponta a ponta (arquivos próprios, edição online e colaboração) que inclui tecnologia blockchain  e está incluída nos recursos de seu pacote de desktop. Em 2020, o desenvolvedor anunciou um espaço privado baseado no algoritmo AES-256 e criptografia assimétrica RSA.